# Tix
Andreas Andresen Haukeland (Bærum, Noruega; 12 de abril de 1993), conhecido artisticamente como Tix, é um cantor, compositor e produtor discográfico norueguês. Representou o seu país no Festival Eurovisão da Canção 2021, em Roterdão, nos Países Baixos, com a música «Fallen Angel».

## Biografia
«Tix» significa tique em norueguês, e Andreas adotou aquela palavra como alcunha e nome artístico devido aos tiques que ele por causa do síndrome de Tourette. O artista costuma usar óculos escuros, pois esses tiques afetam-no nomeadamente nos olhos. 
Andreas tornou-se conhecido na Noruega em meados da década de 2010 no mundo da «russemusikk», a corrente norueguesa da música eletrónica dance. Em 2015, uma de suas produções, «Sjeiken», tornou-se seu primeiro sucesso comercial e alcançou a 5.ª posição no ranking nacional e foi certificado de tripla platina pela «IFPI Norge» com mais de 12 milhões de reproduções na Noruega. Em 2016, Tix lançou seu 1.º álbum «Dømt og berømt», que terminou em segundo lugar nas listas de músca, vendeu mais de 40.000 cópias e ganhou dois discos de platina.
Andreas estreou-se no mainstream em 2018 com o single «Shotgun». Desde então, ele vem combinando suas produções «russ», muitas vezes feitas em colaboração com The Pøssy Project, com seus projetos solo. Dois anos depois, ele colocou nove singles no top dez da Noruega, incluindo três singles em primeiro lugar: «Jeg vil ikke leve», «Kaller på deg» e «Karantene». Em 2020, Tix foi o artista norueguês mais difundido. Ele também é co-autor do hit internacional Sweet but Psycho, da cantora americana Ava Max.
Em 2021, Andreas participou do «Melodi Grand Prix», o processo de seleção norueguês para o Festival Eurovisão da Canção, com o single inédito «Ut av mørket», mais tarde traduzido para o inglês como «Fallen Angel». A rádio e televisão da Noruega, NRK, escolheu-o entre os seis finalistas em direto. Finalmente, Tix sagrou-se vencedor e ganhou o direito de ser o representante da Noruega na Eurovisão de 2021.

## Discografia

### Álbuns
- 2016 - Dømt og berømt

### Singles
- 2018 – Shotgun
- 2018 – Håper nissen har råd
- 2019 – Jeg vil ikke leve
- 2019 – Neste sommer
- 2019 – Når jeg er full
- 2019 – Brosjan Jesus
- 2019 – Jævlig
- 2020 – Kaller på deg
- 2020 – Karantene / Karantän
- 2020 – Skål
- 2020 – Deg eller ingenting (com Morgan Sulele)
- 2020 – Nå koser vi oss
- 2020 – Ikke han (com Teddy)
- 2020 – Jul i karantene
- 2020 – Tusen tårer
- 2021 – Ut av mørket/Fallen Angel

### Com «The Pøssy Project» e outros projetos «russ»
- 2013 – Open Sesame
- 2013 – Kappa Delta
- 2013 – Young Brother Boys
- 2013 – Hollywood
- 2013 – Desert Fortune
- 2013 – Barbarous
- 2013 – Norges bussdag
- 2013 – Istid
- 2013 – Bonanza
- 2013 – Oasen
- 2013 – The Odyssey
- 2013 – Nyx
- 2013 – Fraternity
- 2013 – The Valley
- 2013 – Brother Bears
- 2013 – Casablanca
- 2014 – Eventyrlige nordmenn
- 2014 – Agrabah
- 2014 – Press Play
- 2014 – Lost Wages
- 2014 – Jungelbrøl (feat. Morgan Sulele)
- 2014 – Smaul
- 2014 – Guilt Trip
- 2014 – Oljebarna
- 2014 – Hyper Paradise
- 2014 – Greek Life
- 2014 – Grabbarna grus
- 2014 – King's Landing (feat. Benjamin Beats)
- 2014 – Warner Bros
- 2014 – Colosseum
- 2015 – Palooza
- 2015 – Los muertos
- 2015 – Apocalypse
- 2015 – The Precious
- 2015 – The Petrovas
- 2015 – Houdini
- 2015 – Habbo Club
- 2015 – Fairytopia
- 2015 – Milepælen
- 2015 – Storebjørn
- 2015 – Zevs
- 2015 – Paradise Lost
- 2015 – Sjeiken
- 2016 – Versace
- 2016 – Gullalderen
- 2017 – Skammekroken
- 2017 – Baymax
- 2017 – Skaperen
- 2017 – Tyven
- 2017 – Geriljaen
- 2017 – Hakkebakkeskogen (com Meland x Hauken)
- 2017 – Ulovlig (com Moberg)
- 2017 – Kobraen (com Moberg)
- 2017 – Future (com Moberg)
- 2017 – Bad Boy (com Moberg)
- 2018 – Banken
- 2018 – Blåfjell (com Tunge Ferrari)
- 2018 – Gatebarna (com Boujee)
- 2018 – Nasjonen
- 2018 – Bergen
- 2018 – Makten
- 2018 – Snøstorm
- 2020 – Dommedagen (com Soppgirobygget)

### Como artista convidado
- 2020 - Igjen og igjen (El Papi feat. Tix)